# Alassane Traoré
Alassane Traoré, noto in precedenza come Assane Demoya Gnoukouri (Divo, 28 settembre 1996), è un calciatore ivoriano, di ruolo centrocampista, svincolato.

## Biografia
Originario della Costa d'Avorio, si è trasferito in Italia nel 2013 da adolescente, come il fratello minore Wilfred (nato nel 2000), venendo adottato dal signor Gnoukouri. A fine 2017 il suo arrivo in Italia con il nome di Assane Gnoukouri è diventato oggetto di indagini per la Procura di Parma in quanto ritenuto illegale: nell'ambito dell'operazione, il procuratore Drago e il padre adottivo vengono arrestati. Dagli atti della Procura risulta che Assane Gnoukouri in realtà si chiamerebbe Alassane Traoré e sarebbe nato nel 1994 e non nel 1996. Inoltre, Wilfried non sarebbe suo fratello e neppure un parente. Il 31 ottobre 2023, dopo aver rischiato l'espulsione dall'Italia in quanto immigrato irregolare sprovvisto di permesso di soggiorno, la questura di Piacenza provvede a rilasciare un permesso di soggiorno a nome di Alassane Traoré, riconoscendolo vittima della tratta di calciatori minorenni.

## Caratteristiche tecniche
È un centrocampista abile nel passaggio e nel lancio, oltre che in possesso di una buona visione di gioco. Viene principalmente utilizzato come mediano, a protezione della difesa.

## Carriera

### Club

#### Esordi e arrivo in Italia
Muove i primi passi da calciatore in patria, giocando su campi improvvisati: notato dal procuratore Giovanni Damiano Drago, viene proposto all'Olympique Marsiglia, ma non ottiene il tesseramento per questioni burocratiche. L'osservatore Beppe Giavardi, in forza all'Inter, ne favorisce l'ingaggio da parte dell'Altovicentino (club iscritto alla Serie D). Con la formazione veneta disputa 10 incontri nella categoria amatoriale.

#### Inter e prestito all'Udinese
Nel 2014 passa così all'Inter, venendo inserito nella formazione Primavera. Dopo aver vinto il Torneo di Viareggio, l'11 aprile 2015 esordisce in Serie A nella vittoria esterna (3-0) con l'Hellas Verona. L'allenatore Roberto Mancini lo schiera poi da titolare nel derby del 19 aprile, terminato senza gol.
Rimasto in nerazzurro anche per la stagione successiva, si aggiudica la Coppa Italia Primavera, oltre a collezionare 6 presenze in campionato fino al dicembre 2016.
Il 27 gennaio 2017 viene ceduto in prestito all'Udinese, ma gli viene riscontrato un problema cardiaco che ne determina uno stop alla carriera. In estate rientra all'Inter, senza però riprendere l'attività agonistica, non avendo ricevuto l'idoneità sportiva. Nel 2018 gli viene revocato il permesso di soggiorno in quanto emergono irregolarità relative al suo arrivo in Italia e nello stesso anno risolve il contratto con l'Inter, due anni prima della scadenza naturale fissata per il 2020.

### Nazionale
Nel 2016 ha collezionato una presenza con la nazionale Under-23 ivoriana.

## Statistiche

### Presenze e reti nei club
Statistiche aggiornate al 1º luglio 2018.
| Stagione        | Squadra         | Campionato      | Campionato | Campionato | Coppe nazionali | Coppe nazionali | Coppe nazionali | Coppe continentali | Coppe continentali | Coppe continentali | Altre coppe | Altre coppe | Altre coppe | Totale | Totale |
| Stagione        | Squadra         | Comp            | Pres       | Reti       | Comp            | Pres            | Reti            | Comp               | Pres               | Reti               | Comp        | Pres        | Reti        | Pres   | Reti   |
| --------------- | --------------- | --------------- | ---------- | ---------- | --------------- | --------------- | --------------- | ------------------ | ------------------ | ------------------ | ----------- | ----------- | ----------- | ------ | ------ |
| 2013-2014       | Marano          | D               | 10         | 0          | CI-D            | 0               | 0               | -                  | -                  | -                  | -           | -           | -           | 10     | 0      |
| 2014-2015       | Inter           | A               | 5          | 0          | CI              | 0               | 0               | UEL                | 0                  | 0                  | -           | -           | -           | 5      | 0      |
| 2015-2016       | Inter           | A               | 2          | 0          | CI              | 1               | 0               | -                  | -                  | -                  | -           | -           | -           | 3      | 0      |
| 2016-gen. 2017  | Inter           | A               | 4          | 0          | CI              | 0               | 0               | UEL                | 4                  | 0                  | -           | -           | -           | 8      | 0      |
| gen.-giu. 2017  | Udinese         | A               | 0          | 0          | CI              | -               | -               | -                  | -                  | -                  | -           | -           | -           | 0      | 0      |
| 2017-2018       | Inter           | A               | 0          | 0          | CI              | 0               | 0               | -                  | -                  | -                  | -           | -           | -           | 0      | 0      |
| Totale Inter    | Totale Inter    | Totale Inter    | 11         | 0          |                 | 1               | 0               |                    | 4                  | 0                  |             | -           | -           | 16     | 0      |
| Totale carriera | Totale carriera | Totale carriera | 21         | 0          |                 | 1               | 0               |                    | 4                  | 0                  |             | -           | -           | 26     | 0      |

## Palmarès

### Club

#### Competizioni giovanili
- Torneo di Viareggio: 1

Inter: 2015
- Coppa Italia Primavera: 1

Inter: 2015-2016